# Anne Marie Louise d'Orléans, Ducesă de Montpensier
A nu se confunda cu Anne Marie de Orléans
Anne Marie Louise d'Orléans, Ducesă de Montpensier (29 mai 1627 – 5 aprilie 1693) cunoscută drept La Grande Mademoiselle, a fost fiica cea mare a lui Gaston d'Orléans și a primei lui soții, Marie de Bourbon. Una dintre cele mai mari moștenitoare din istorie, ea a murit necăsătorită și fără copii, lăsând marea sa avere vărului ei, Filip al Franței. După un șir de propuneri de la diferiți membri ai familiilor regale ale Europei, inclusiv Carol al II-lea al Angliei, Afonso al VI-lea al Portugaliei și Carol Emanuel al II-lea  de Savoia, în cele din urmă ea s-a îndrăgostit de Antoine Nompar de Caumont și a scandalizat curtea Franței când i-a cerut regelui Ludovic al XIV-lea permisiunea de a se căsători cu el, o uniune care era privită drept o mésalliance. Este cunoscută pentru rolul ei în Frondă, pentru aducerea compozitorului Lully  la curtea regelui și pentru Mémoires. 

## Tinerețe

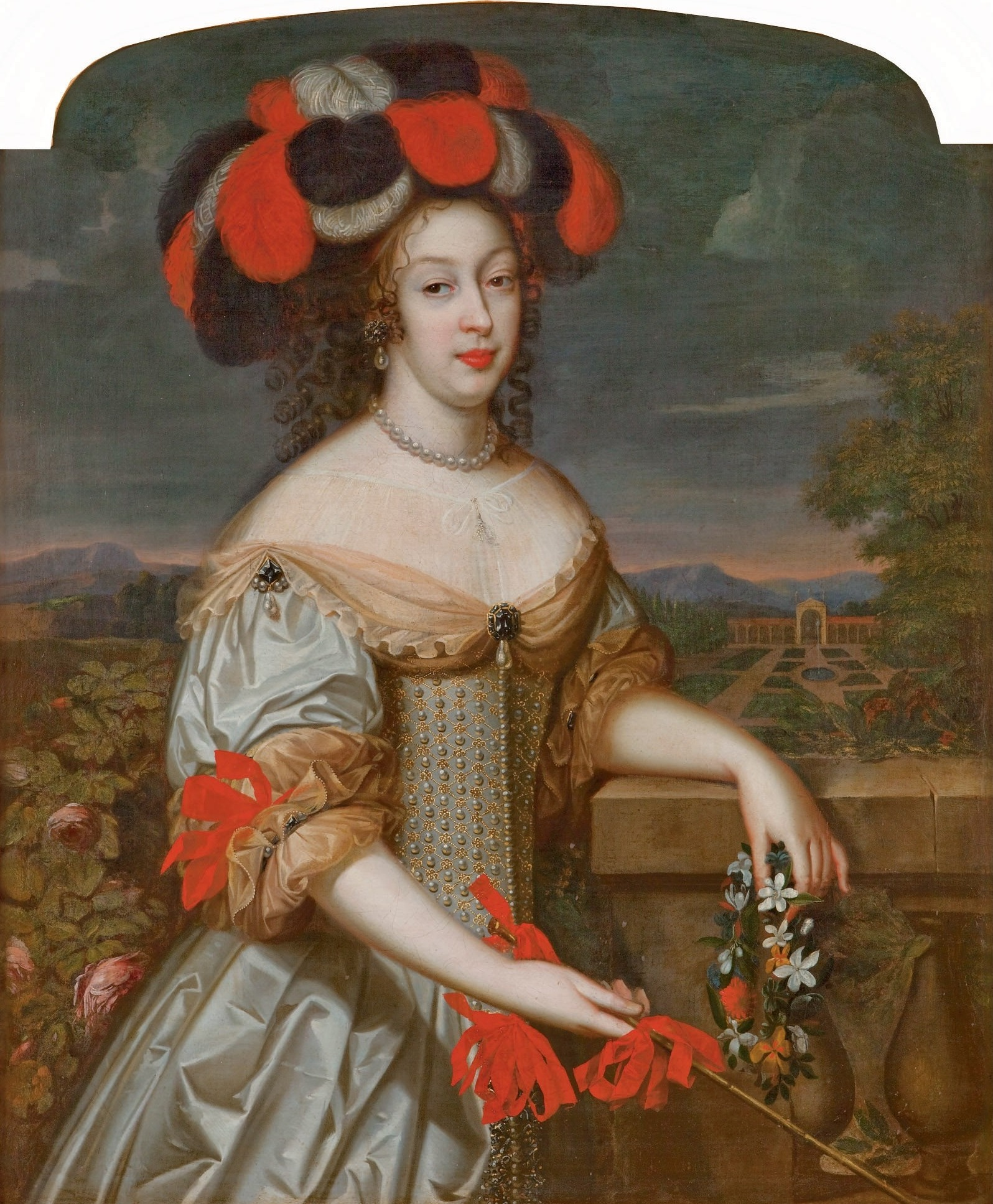
Anne Marie Louise d'Orléans

Anne Marie Louise d'Orléans s-a născut la Palatul Luvru din Paris la 29 mai 1627. Tatăl ei a fost Gaston, Duce de Orléans, cunoscut drept Monsieur, singurul frate în viață al regelui de atunci Ludovic al XIII-lea al Franței. Mama ei, în vârstă de 21 de ani, Marie de Bourbon, Ducesă de Montpensier, singurul membru al ramurii de Montpensier a Casei de Bourbon până la nașterea fiicei ei, a murit la cinci zile după ce a născut-o, lăsând-o pe noua Ducesă de Montpensier moștenitoare a unei averi imense care includea cinci ducate.
Ca fiica cea mare a Monsieur, Anne Marie Louise a fost cunoscută oficial de la naștere drept Mademoiselle și deoarece era nepoată a unui rege al Franței, unchiul ei Ludovic al XIII-lea a creat un titlu nou pentru ea, petite-fille de France (nepoată a Franței). Până la nașterea în 1638 a vărului ei, viitorul Ludovic al XIV-lea, ea a fost cel mai important copil regal de la curtea Franței.
Mademoiselle a fost mutată de la Luvru la Palatul des Tuileries și plasată în grija lui Jeanne de Harley, Madame de Saint Georges, care a învățat-o să scrie și să citească. Anne Marie Louise a fost foarte apropiată de tatăl ei. Implicat frecvent în conspirații împotriva regelui Ludovic al XIII-lea și a prim consilierului său, nepopularul Cardinal Richelieu, el a fost de multe ori în termeni proști cu Curtea și exilat în mai multe rânduri. Gaston s-a căsătorit cu Marguerite de Lorena printr-o ceremonie secretă la Nancy în noapte de 2 spre 3 ianuarie 1632. Pentru că nu obținuse aprobarea fratelui mai mare, cuplul nu putea apărea la curtea Franței iar căsătoria a fost ținută în secret.

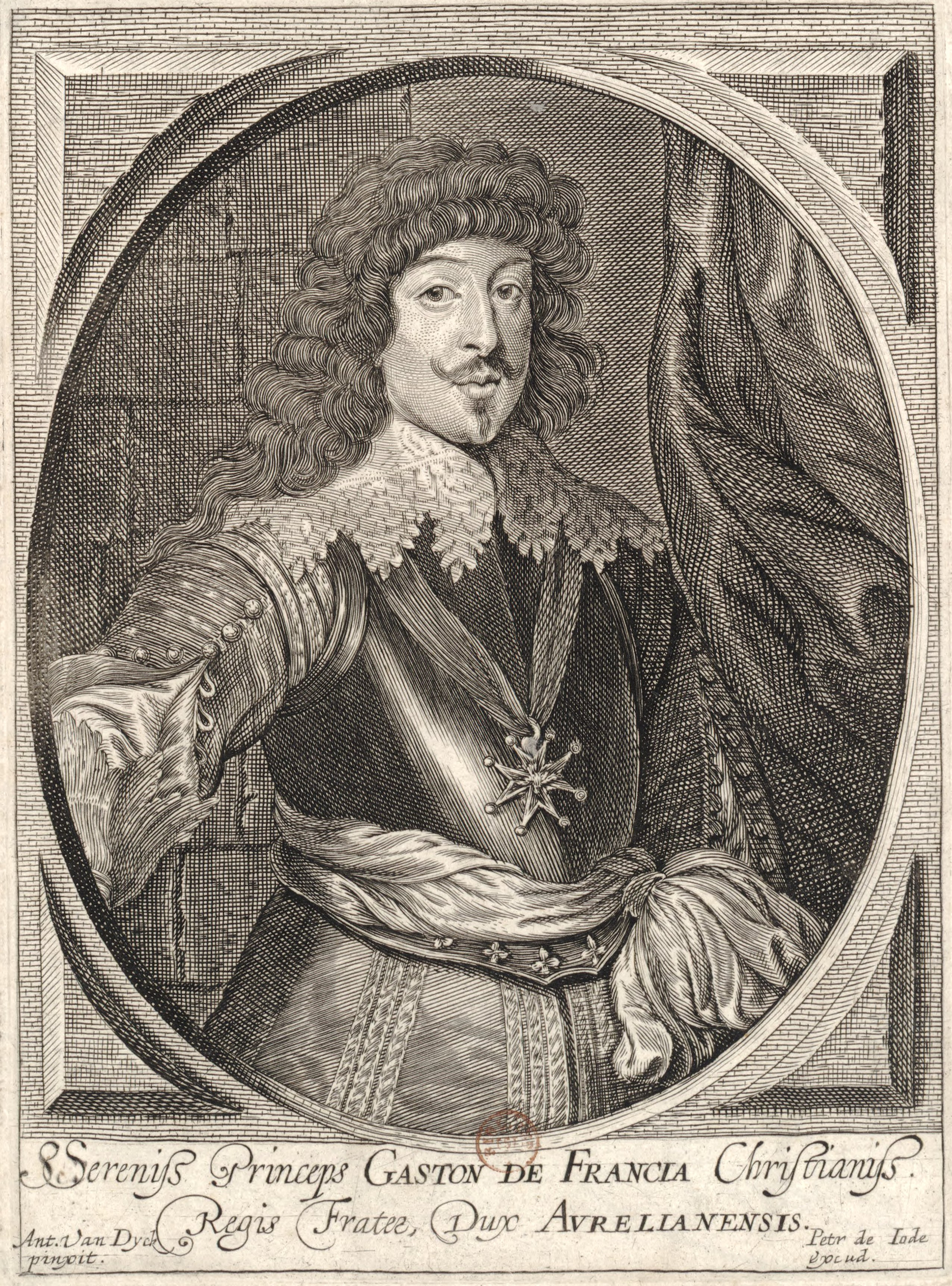
Tatăl ducesei Anne Marie Louise, Gaston d'Orléans, după un portret de Anthony van Dyck. Mademoiselle a avut o relație afectuoasă cu tatăl ei.

Când a aflat că în spatele exilului tatălui ei s-a aflat Cardinalul, se pare că Mademoiselle a cântat diferite cântece și pamflete pe străzi în prezența Cardinalului însuși. Ulterior, Richelieu care era și nașul ei a mustrat-o pentru acest lucru. Mademoiselle, în vârstă de șapte ani, și-a văzut tatăl din nou în octombrie 1634. Pentru prima dată în doi ani ea l-a întâlnit la Limours, unde "s-a aruncat în brațele lui". Gaston a locuit la Castelul Blois unde Mademoiselle era un vizitator frecvent.
La nașterea viitorului Ludovic al XIV-lea în 1638, Mademoiselle a decis că ea se va căsători cu el, și îi spunea "micul meu soț" spre amuzamentul lui Ludovic al XIII-lea. Indiferent de visele ei, tatăl ei nu a făcut nici un secret din faptul că el a vrut s-o căsătorească cu Louis, Conte de Soissons, un prinț de sânge (descendent pe linie masculină a lui Charles, Duce de Vendôme, primul Bourbon prinț de sânge) și unul dintre conspiratorii săi. Această căsătorie nu s-a materializat niciodată.
Unchiul ei a murit în mai 1643 lăsându-l pe Ludovic al XIV-lea ca rege al Franței. Înainte să moară, Ludovic al XIII-lea a autorizat căsătoria fratelui său cu Marguerite de Lorena.
În 1646, Mademoiselle l-a întâlnit pe Carol, Prinț de Wales. Mătușa ei, regina Henrietta Maria a Angliei, a încurajat ideea căsătoriei cu Carol însă nici această căsătorie nu s-a materializat. După decesul împărătesei Maria Anna a Spaniei, Mademoiselle a fost interesată de o căsătorie cu împăratul văduv, Ferdinand al III-lea. Totuși, sub influența lui Mazarin, regina Ana a ignorat dorința Mademoisellei. "Cea mai bogată prințesă necăsătorită a Europei" nu se putea căsători cu Ludovic al XIV-lea sau cu fratele lui mai mic, Ducele de Anjou. Regina Ana i-a sugerat ca posibil soț pe fratele ei, cardinalul Ferdinand al Austriei, însă Mademoiselle a refuzat.

## Fronda

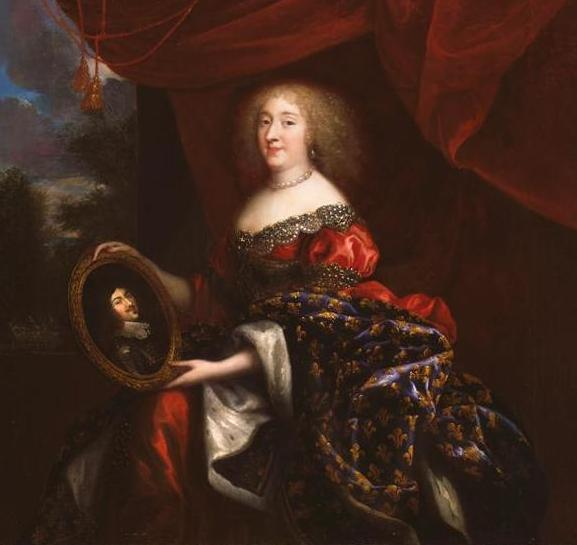
La Grande Mademoiselle, Anne Marie Louise d'Orléans ținând în brațe un portret al tatălui ei.

Unul dintre domeniile cheie ale vieții sale a fost implicarea ei în perioada de istorie franceză cunoscută sub numele de Frondă, un război civil în Franța marcat prin două faze distincte cunoscute sub numele de Fronde Parlementaire (1648-1649) și Fronde des nobles (1650-1653). Fronda parlamentară a fost o mișcare de revoltă și opoziție a Parlamentului de la Paris împotriva Cardinalului Mazarin și a fost declanșată de scopuri fiscale: Mazarin, prim-ministrul al Franței, în căutare de fonduri pentru finanțarea Războiului de 30 de Ani a promovat instituirea de noi taxe care urma să lovească interesele nobilimii și a funcționarilor de rang înalt ai statului. De asemenea, ei s-au opus creșterii influenței Cardinalului Mazarin. Prin Pacea de la Rueil de la 1 aprilie 1649, Fronda parlamentară a luat sfârșit și curtea s-a întors la Paris în august pe fond de mare sărbătoare.  
Mademoiselle s-a îmbolnăvit de variolă, însă a supraviețuit bolii. După convalescență, Mademoiselle s-a împrietenit cu Claire Clémence de Breze, Madame la Princesse, soția nedorită a Le Grand Conde. Perechea a locuit temporar la Bordeaux, unde Mademoiselle a fost implicată în pacea care a dus la încheierea asediul asupra orașului, în octombrie 1650. Rolul ei în materie a făcut-o să arate ca frondeuse în ochii reginei Anne.
Chiar și în vremuri incerte, posibilitatea unei căsătorii între Mademoiselle și Prințul de Condé a apărut atunci când Claire Clémence s-a îmbolnăvit grav de erizipel. Mademoiselle a luat în considerare propunerea, ea urmând astfel să-și mențină rangul ca una dintre cele mai importante femei de la curte, iar tatăl ei avea o relație bună cu Condé. Aceste planuri au picat însă atunci când Claire Clémence s-a vindecat.
În timpul Frondei prinților Mazarin a plecat în exil și nu a fost rechemat până în octombrie 1653. Orașul Orléans, capitala ducatului tatălui ei, a vrut să rămână neutru în războiul civil; magistrații din oraș au văzut ce făcuse războiul într-o zonă apropiată, Blaisons, și au vrut să evite aceeași soartă.
Orașul a solicitat ca Ducele să stea în oraș pentru a evita să fie jefuit. Gaston a fost nehotărât iar Mademoiselle a luat decizia să meargă la Orléans pentru a-l reprezenta pe tatăl ei și pentru a pune capăt necazurilor.  Călătorind prin Artenay, Mademoiselle a fost informată că orașul n-ar primi-o pentru că ea și regele se situau de părți diferite, referindu-se la antipatia Mademoisellei pentru Mazarin.
Când Mademoiselle a ajuns la Orléans, porțile orașului s-au blocat și orașul a refuzat să-i deschidă. Ea a strigat să i se deschidă porțile, dar a fost ignorată. Un barcagiu s-a oferit să o ducă la Porte de La Faux, o poartă situată pe râu. Ea a intrat în oraș și a fost întâmpinată triumfător, fiind cărată pe un scaun pe străzile din Orléans pentru ca toată lumea s-o poată vedea. Mai târziu ea a spus că nu a fost niciodată "într-o așa de fermecătoare situație".
A rămas timp de cinci săptămâni, atașându-se de oraș, numindu-l "orașul meu", înainte de a reveni la Paris în mai 1652. Parisul era din nou sub o stare de panică în ajunul bătăliei de la Faubourg Saint Antoine; Mademoiselle, în scopul de a-i permite prințului de Condé intrarea în oraș, care era controlat de Turenne, a tras de la Bastilia în armata lui Turenne la 2 iulie 1652. 

## Exilul
Temându-se pentru viața ei, Mademoiselle a părăsit Parisul pentru siguranța reședinței ei de la Saint-Fargeau. Ea a rămas în exil până în 1657 când a fost reprimită la curte.
În ciuda exilului ea și-a vizitat tatăl la Blois. În timp ce era la Saint-Fargeau, ea a cochetat cu scrisul și a scris o mică biografie sub titlul de Madame de Fouquerolles în ciuda slabei ei gramaticii. 
Finanțele ei au fost administrate de tatăl ei până cînd Mademoiselle a devenit majoră în 1652. Atunci ea a descoperit că tatăl ei nu a fost în întregime sincer cu administrarea finanțelor sale și acesta a fost motivul pentru datoriile ei de 800.000 de livre. În același timp, bunica ei Ducesa de Guise a păcălit-o pe Mademoiselle să semneze pentru o sumă de bani sub pretexte false. Tatăl ei a fost implicat în acest lucru, ceea ce a determinat ca relația ei cu Gaston să se deterioreze. În 1656, auzind că tatăl ei a fost scuzat pentru diferitele sale scandaluri, Mademoiselle  a declarat că va uita de sângele rău cauzat de contravențiile financiare și a reluat relația strânsă cu el.

## Reîntoarcerea la curte
Când tatăl ei a fost bine primit înapoi la curte, el a deschis calea și pentru Mademoiselle. Ea a plecat la Sedan, Ardennes, unde curtea s-a stabilit în iulie 1657. După ce nu a văzut membri ai familiei sale cinci ani, ea a fost întâmpinată cu iertare și complimente că "aspectul ei s-a îmbunătățit", potrivit reginei Anne. În același an, ea a întâlnit-o pe Cristina a Suediei, care a ajuns în Franța în iulie 1656. Cele două doamne s-au întâlnit la Essone unde au văzut un balet împreună. Mai târziu Mademoiselle a spus despre Cristina "m-a surprins foarte mult. [...]  A fost în toate privințele cea mai extraordinară făptură".
În septembrie 1657 Mademoiselle s-a îmbolnăvit la Paris; la sfârșitul bolii  a cumpărat Château d'Eu de la Mademoiselle de Guise (nepoata ei) înainte de a se întoarce la dragul ei Saint-Fargeau pentru Crăciun.
În februarie 1660, Gaston a murit de accident vascular cerebral la Blois. Ca fiica lui cea mare, Mademoiselle a fost principala moștenitoare, iar Gaston i-a lăsat o avere considerabilă care s-a adăugat averii ei care deja era mare.
Mademoiselle a fost nașa copilului cel mic al vărului său Filip de Orléans (fratele regelui) și a Henriettei a Angliei, Mademoiselle de Valois, născută în 1670. Zece luni mai târziu, după moartea Henriettei, Ludovic al XIV-lea a întrebat-o pe Mademoiselle dacă vrea să umple "locul vacant" însă sugestia a fost respinsă.
Mademoiselle și sora ei vitregă mai mică Marguerite Louise s-au bucurat de o relație apropiată. Cele două au mers împreună la teatru, la baluri regale iar salonul Mademoisellei a fost frecventat de sora ei.
În 1663, Ludovic al XIV-lea a apelat din nou la Mademoiselle pentru a aranja o căsătorie cu vărul lui. Mirele destinat era Afonso al VI-lea al Portugaliei, care a urcat pe tronul Portugaliei în 1656. Mândra Mademoiselle a ignorat ideea, spunând că va rămâne mai degrabă în Franța cu venitul și moșiile ei vaste și nu-și va lua un soț despre care zvonurile spuneau că ar fi alcoolic, impotent și paralitic. Alfonso s-a căsătorit cu Maria Francisca de Savoia.

Furios, Ludovic i-a ordonat să se întoarcă la Saint-Fargeau pentru că nu l-a ascultat. Acest "exil" a durat aproape un an și în acest timp ea a început reparațiile la Château d'Eu, unde a început să-și scrie memoriile.
Apelând la Ludovic cu privire la sănătatea ei, ea a fost lăsată să se întoarcă la curte, după care Ludovic i-a propus ca ea să se căsătorească cu Carol Emanuel al II-lea, Duce de Savoia, care fusese căsătorit anterior cu sora vitregă mai mică a Mademoisellei, Françoise Madeleine. Mademoiselle părea a privi cu ochi buni căsătoria, dar Carol Emanuel al II-lea nu și s-a apărat cu diverse scuze. Această propunere a fost ultima pentru la Grande Mademoiselle.